# Cato cel Tânăr

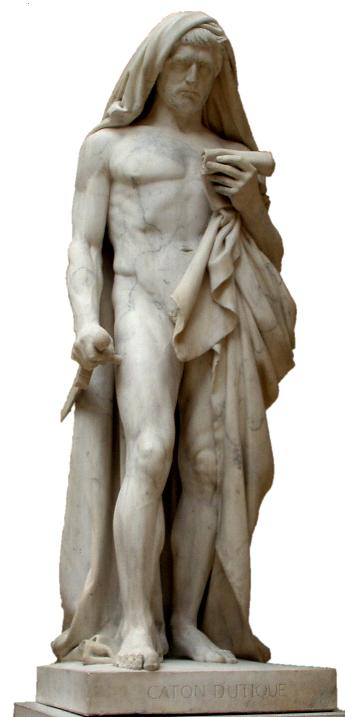
Marcus Porcius Cato

Marcus Porcius Cato Uticensis (n. 95 î.Hr., Roma – d. aprilie 46 î.Hr., Utica, Provincia Africa) cunoscut sub numele de Cato cel Tânăr (Cato Minor) pentru a se face distincție față de străbunicul său (Cato cel Bătrân), a fost un politician și un om de stat în Republica romană târzie și un adept al filozofiei stoice. El a fost și un orator celebru. Este amintit pentru încăpățânarea și tenacitatea lui legendară (în special în conflictul său de lungă durată cu Gaius Iulius Caesar), precum și imunitatea lui de a lua mita, integritatea lui morală și dezgustul său celebru pentru corupția omniprezentă în perioada sa. 
S-a sinucis la Utica în timpul Războiului civil roman al lui Iulius Cezar.
1. 1 2 3  RSKD / Porcii[*] Verificați valoarea |titlelink= (ajutor)
2. 1 2  M. Porcius (16) M. f. M. n. Pap.? Cato (Uticensis), Digital Prosopography of the Roman Republic, accesat în 29 iunie 2021
3. 1 2 3 4 5 6 7 8 9  PORC3890 Porcia (28), Digital Prosopography of the Roman Republic, accesat în 8 ianuarie 2021
4. ↑  RSKD / Livii[*] Verificați valoarea |titlelink= (ajutor)
5. 1 2 3  Digital Prosopography of the Roman Republic, accesat în 10 iunie 2021
6. 1 2 3  M. Porcius (16) M. f. M. n. Pap.? Cato (Uticensis), Digital Prosopography of the Roman Republic, accesat în 10 iunie 2021
7. 1 2  Life of Cato the Elder[*] Verificați valoarea |titlelink= (ajutor)
8. ↑  Adversus Iovinianum[*] Verificați valoarea |titlelink= (ajutor)